# Terriermon
Terriermon (テリアモン?) è un Digimon di livello intermedio del media franchise giapponese Digimon, che comprende anime, manga, giocattoli, videogiochi, carte collezionabili ed altri media. Terriermon appare nella serie Digimon Tamers ed è il Digimon partner di Henry Wong.
Terriermon è doppiato in giapponese da Aoi Tada e in italiano da Leonardo Graziano.

## Concezione e creazione
Fu una linea di giocattoli inizialmente ideata per Terriermon e poi cancellata, "Petit Twister" ("TerrierTornado", ovvero il nome del suo attacco principale), a modellare l'immagine mentale che Chiaki J. Konaka aveva costruito per il Digimon. Konaka riteneva che la linea "avesse il potere di riscaldare ed ammorbidire il cuore di coloro che la provavano". Terriermon fu sviluppato con una "personalità veramente speciale" che includeva le sue tendenze al cinismo e alla simpatia, diventando così molto presto uno dei preferiti della squadra creativa.

## Aspetto e caratteristiche
Il nome "Terriermon" deriva parzialmente dalla parola terrier, il nome di una razza di cani, e dal suffisso "-mon" (abbreviazione di "monster"), che tutti i Digimon hanno alla fine del loro nome. Quindi, "Terriermon" significa letteralmente "mostro simile ad un terrier".
Il suo aspetto, ovviamente, è anch'esso basato su quello dei terrier, ma presenta alcune differenze. Innanzitutto, la postura di Terriermon è eretta, non a quattro zampe. Le sue orecchie, già smisuratamente lunghe nei terrier, sono ancora più lunghe, tanto da essere più grandi del corpo stesso del Digimon. Ha occhi quasi completamente neri con piccoli riflessi azzurri, un piccolo corno sulla testa e diversi motivi di colore verde sul corpo, più in particolare intorno ai polsi e alle caviglie, sotto il collo e alle estremità delle orecchie, sulle quali sono anche presenti due righe trasversali dello stesso colore. Le sue zampe superiori presentano cinque piccole dita nere, mentre su quelle inferiori ne sono presenti tre un po' più grandi, sempre di colore nero.
Terriermon è un Digimon abbastanza avvolto nel mistero. Benché sia classificato come Digimon animale per la sua struttura fisica, non è ancora ben chiaro come cambi la sua forma quando va incontro alla Digievoluzione. Inoltre, si dice che a volte nasca con un gemello, Lopmon. Mentre Lopmon ha tre corna sulla testa ed è un piagnucolone, Terriermon possiede un solo corno ed ha una personalità più calma ma forte. È una specie di Digimon che può sembrare molto graziosa esteriormente e che, per la sua attitudine alla calma, non sembra essere una specie "da combattimento", ma quando decide di lottare si dimostra molto più forte di quanto si possa pensare.
Le armi più potenti di Terriermon sono le sue lunghe orecchie, che lui spesso usa per attacchi in rotazione come il suo attacco principale, il TerrierTornado. Le orecchie di Terriermon sono anche in grado di farlo galleggiare a mezz'aria o planare per brevi distanze.

## Apparizioni
Terriermon originariamente era un Digimon selvaggio che viveva secondo la dottrina della "sopravvivenza del più forte" nella dura realtà di Digiworld. Quando il padre di Henry gli regala un videogioco dedicato ai Digimon, il ragazzo seleziona Terriermon come proprio personaggio poiché si identificava di più in lui, essendo un Digimon di piccole proporzioni. Durante una battaglia contro Gorillamon, Henry involontariamente innesca la Digievoluzione di Terriermon in Gargomon, ma quest'ultimo non ha controllo sui propri poteri e quando regredisce nuovamente in Terriermon è quasi in fin di vita. Mentre Henry rimpiange di aver dato vita alla Digievoluzione, una Carta Blu compare nel suo deck di carte. Henry striscia la carta nel lettore di carte del proprio computer, trasformandolo in un Digivice D-Arc. Terriermon quindi bioemerge nel mondo reale e diviene ufficialmente il Digimon partner di Henry. A causa dell'esperienza quasi letale di Terriermon, Henry inizia a scoraggiare con forza i combattimenti, anche quando sono altri Digimon ad attaccare. Tuttavia, quando è costretto a proteggere una bambina dall'attacco di un feroce Musyamon, Henry capisce che ci sono alcune battaglie che valgono la pena di essere combattute e diventa più elastico riguardo ai combattimenti.
Inizialmente, Henry è costretto a nascondere Terriermon alla sua famiglia, facendo comportare il proprio Digimon come un animale di pezza quando uno dei suoi familiari è presente, costringendolo spesso a dover subire spesso vere e proprie torture da parte di Suzie, la sorellina di Henry. Successivamente, Henry e Terriermon incontrano gli altri Domatori e Terriermon diventa presto molto amico di Guilmon, il partner di Takato.
Terriermon ha una personalità molto calma e rilassata ed usa spesso la parola cantonese "Moumantai", scritta anche "Momentai" (無問題 o 无问题), una frase che Terriermon stesso spiega più volte significare "pensa positivo". Terriermon spesso dà anche dimostrazione di un certo cinismo. Quando Takato non riesce più a trovare Guilmon a scuola il giorno dopo la sua nascita, Terriermon apostrofa il Domatore, dicendogli che deve ritenersi piuttosto "scarsa" come guida, se non riesce nemmeno a trovare il suo Digimon. Per questo a volte viene bonariamente ripreso da Henry. Nonostante non lo dia a vedere molto spesso, Terriermon farebbe di tutto per le persone a cui tiene. Quando Caturamon viene inviato da Zhuqiaomon ad eliminare Lopmon, colpevole di tradimento, Terriermon si frappone tra il Digimon malvagio e Suzie e Lopmon, assorbendo l'attacco destinato a queste ultime. A causa di ciò, Terriermon rischierà di compromettere i propri dati nel successivo, terribile scontro con lo stesso Zhuqiaomon.
Terriermon è il primo Digimon a digievolvere al livello campione in Tamers (anche se ciò accade per errore a causa della situazione) ed il secondo a digievolvere ai livelli evoluto e mega.

## Altre forme
Il nome "Terriermon" si riferisce solo alla forma al livello intermedio di questo Digimon. Durante la serie, Terriermon acquisisce l'abilità di digievolvere in un certo numero di forme più potenti, ognuna con un nome e degli attacchi speciali differenti. Tuttavia, il livello intermedio costituisce la sua forma preferita e quella in cui passa la maggior parte del tempo, a causa dell'alto consumo di energia necessario a rimanere in una forma di livello più alto.

### Gummymon
Gummymon (グミモン?) è la forma al livello primo stadio di Terriermon. Il nome di Gummymon deriva dalla parola inglese "gummy", che significa "gommoso", nome dovuto principalmente al suo aspetto simile ad un blob. "Gummymon" significa quindi "mostro gommoso".
È di colore giallo-verde chiaro, con occhi molto simili a quelli di Terriermon ed una piccola bocca. Presenta già sulla testa il corno di Terriermon e le caratteristiche orecchie del Digimon, anche se queste sono molto più corte di quelle della sua evoluzione. È praticamente identico a Kokomon, salvo per il colore ed il numero di corni sulla testa.
Gummymon compare quando Terriermon regredisce al livello primo stadio dopo che il D-Reaper è stato sconfitto e lui è costretto a tornare a Digiworld.

### Gargomon
Gargomon (ガルゴモン?, Galgomon) è la Digievoluzione al livello campione di Terriermon. Il suo nome deriva dalla parola "gargo" forma scorretta di "galgo", una razza di cane molto simile a un greyhound. "Gargomon" vuole quindi significare "mostro simile ad un galgo". Gargomon è un Digimon animale molto simile alla sua pre-evoluzione. Sembra infatti una versione più grande di Terriermon, con alcune dovute differenze. Innanzitutto, Gargomon è un Digimon cacciatore: al posto delle braccia, infatti, il Digimon ha innestati due grossi e devastanti mitra (è curioso notare che durante la sequenza della digievoluzione si possono scorgere le zampe di Gargomon). Gran parte del suo volto e delle sue grandi orecchie sono ora di colore verde, con dei motivi rossi disegnati sul volto. Infine, Terriermon indossa una bandoliera e dei grandi jeans. I suoi jeans preferiti, i "D-VI'S503xx", vanno molto di moda.
È un cacciatore dotato di molta abilità, che cattura i propri avversari grazie alle sue capacità di salto e ai movimenti veloci che contraddicono la prima impressione che si ha di questo Digimon. Ha una personalità sempre molto allegra, ma quando si innervosisce calmarlo diventa molto difficile. Nonostante le sue armi siano impiantate direttamente nelle sue braccia, Gargomon può anche finire le munizioni. Ciò accade diverse volte durante la serie, come ad esempio nel combattimento contro Indramon, quando Henry lo digimodifica con la Carta della Ricarica per dargli modo di combattere ancora.
Terriermon è il primo Digimon a riuscire a digievolvere al livello campione nell'episodio "Un combattimento inutile". Ciò accade involontariamente quando Renamon e Guilmon sono impegnati in un combattimento all'interno di un parcheggio sotterraneo. Coinvolto nell'attacco, Terriermon digievolve senza volerlo in Gargomon, ma non riesce a controllarsi. Infatti, se Guilmon non si fosse lanciato su di lui, facendogli perdere l'equilibrio e scagliandolo contro un muro, Gargomon avrebbe sparato a Rika. La stessa cosa era accaduta anche precedentemente quando Henry stava giocando con un videogioco online e Terriermon era digievoluto Gargomon in seguito a troppe Digimodifiche per combattere Gorillamon. È solo durante la successiva battaglia contro Musyamon che Gargomon è in grado di controllarsi perfettamente e che Henry capisce che in fondo ci sono battaglie che valgono la pena di essere combattute.

### Rapidmon
Rapidmon (ラピッドモン?) è la forma al livello evoluto di Terriermon. Il nome "Rapidmon" deriva dalla parola inglese "rapid", "veloce". "Rapidmon" significa quindi "mostro veloce". La forma del corpo di Rapidmon assomiglia molto a quella di un barboncino senza pelo. Il suo corpo è completamente ricoperto di metallo, eccetto gli avambracci, le cosce, il ventre, parte del viso e la base delle orecchie, che sono di un colore giallo molto chiaro. La sua armatura è quasi interamente verde, eccetto le parti che ricoprono braccia, spalle e gambe che presentano anche parti grigie. Ci sono anche degli inserti rossi alle estremità delle orecchie ed intorno alle mani. Infatti, come Gargomon, Rapidmon non ha le mani, ma dei cannoni innestati direttamente nelle braccia. Infine, sulla sommità della sua schiena, Rapidmon dispone di un potente lanciarazzi nero.
È soprannominato "segugio agile", poiché è in grado di muoversi alla velocità della luce ed utilizza questa capacità per assicurarsi di abbattere i suoi nemici. Inoltre, può muoversi e lottare anche nell'oscurità più totale grazie alle sue enormi orecchie, che possono fungere da radar ed individuare la presenza dei nemici.
Nell'episodio "Rivelazioni dal passato", Henry riceve da Kenta una carta sconosciuta e apparentemente inutile, ma che appena viene strisciata nel D-Arc di Henry si trasforma in una Carta Blu. Successivamente, Gargomon e Renamon si ritrovano a dover combattere contro Pajiramon e Vajramon, due dei dodici Deva. Quando si trovano in estrema difficoltà, Henry vince la sua resistenza alla Digievoluzione ed utilizza la Carta Blu per fare matrixdigievolvere Gargomon in Rapidmon, il quale riesce ad eliminare facilmente Pajiramon e a mettere in fuga Vajramon. Rapidmon apparirà successivamente in diverse battaglie contro Vikaralamon, Beelzemon, Zhuqiaomon e numerosi agenti del D-Reaper.

### MegaGargomon
MegaGargomon (セントガルゴモン?, SaintGalgomon) è la Digievoluzione al livello mega di Terriermon. Il suo nome deriva dall'etimologia di "mega", che solitamente indica qualcosa di enorme, di colossale, e da quella di Gargomon. "MegaGargomon" significa quindi "colossale mostro simile ad un galgo". Le dimensioni di MegaGargomon giustificano pienamente il suo nome: questo Digimon è infatti alto come e più dei comuni grattacieli. La sua stazza e l'arsenale di armi di cui dispone gli danno l'aspetto di un mecha dal volto simile a quello di un cane, più precisamente di un San Bernardo, come evidenzia il suo nome giapponese, SaintGalgomon. Il suo intero corpo, infatti, è equipaggiato con laser, missili, bazooka, lanciafiamme ed altre armi. Sebbene la sua stazza sia impressionante, la vera corporatura di MegaGargomon è piuttosto esile, come evidenziano le braccia, le gambe ed il ventre del Digimon, uniche parti lasciate scoperte dalla sua possente armatura di colore verde. Come Gargomon e Rapidmon, MegaGargomon ha delle armi innestate nelle braccia, che ora sono delle mitragliatrici. Tuttavia, contrariamente alle sue pre-evoluzioni, MegaGargomon dispone anche delle mani. Il design di MegaGargomon è un omaggio al celebre Giant Robot.
Mentre Terriermon solitamente è un giocherellone e mantiene questa sua caratteristica praticamente sempre, anche durante le battaglie più dure, MegaGargomon è un guerriero serio e risoluto, che non si fermerà fin quando non avrà raggiunto il suo obiettivo. Quando combatte, oltre alle sue armi, questo Digimon può contare anche su delle abilità da guerriero Tai Chi grazie alle capacità di Henry. Questa risorsa verrà sfruttata diverse volte nella battaglia con il D-Reaper.
Nel già menzionato episodio "Lo scontro con Zhuqiaomon", il gruppo si ritrova ad affrontare Zhuqiaomon, uno dei Digimon Supremi ed emissario dei Deva. Zhuqiaomon è un Digimon di livello mega ed è quindi potentissimo, tanto che le forme di livello evoluto dei Digimon di Takato, Henry e Rika, WarGrowlmon, Rapidmon e Taomon, non gli arrecano alcun danno. Inoltre il Digimon di Henry è gravemente ferito per aver salvato in precedenza Suzie e Lopmon da un attacco di Caturamon, tanto che rischia di compromettere i propri dati. Henry, troppo preoccupato per la sorella per accorgersi della cosa, rimane sconvolto quando vede Terriermon in fin di vita. Ciò gli fa comprendere i propri errori e chiede scusa a Terriermon, che tuttavia lo ha già perdonato. Desiderosi di sconfiggere Zhuqiaomon e di tornare nel mondo reale, i due biodigievolvono MegaGargomon e mettono temporaneamente fuori combattimento il Digimon Supremo. MegaGargomon sarà fondamentale nella battaglia contro il D-Reaper. Oltre alla distruzione di diversi Agenti, infatti, MegaGargomon sarà colui che metterà la parola fine alla minaccia del D-Reaper stesso. Grazie al caricamento del programma Shaggai nella memoria di Terriermon da parte del padre di Henry, infatti, MegaGargomon, girando vorticosamente all'interno del Digivarco che collega il D-Reaper presente a Digiworld con quello bioemerso nel mondo reale, riesce ad invertirne la rotazione e a ritrasformare il D-Reaper al suo stato primordiale di programma inoffensivo.

## Character song
Terriermon dispone di una image song personale, presente in "Best Tamers 3": "Anytime Momentai" ("Momentai in qualsiasi momento"). Inoltre, sempre in "Best Tamers 3", Terriermon duetta con Henry in "Boku no Tomodachi" ("Amico mio"). Canta infine nell'interpretazione dei personaggi maschili di "The Biggest Dreamer" (la versione giapponese della sigla iniziale di Tamers) presente nel CD memorial "WE LOVE DIGIMON MUSIC" ("AMIAMO LA MUSICA DI DIGIMON") ed in "Song Carnival" duetta con Suzie in "Shiuchon to Terriermon no Okkakekko Duet" ("Il duetto di Suzie e Terriermon").

## Accoglienza
La recensione di GameZone di Digimon Battle Spirit definisce Terriermon "una piccola creatura simile ad un coniglio con gambe piccole e tozze e mani che non potrebbero fare del male ad una mosca".
Sage Ashford di CBR ha classificato Terriermon  come il sesto migliore Digimon di livello intermedio. Anthony Mazzuca dello stesso sito ha considerato Terriermon come il settimo personaggio principale più forte. WatchMojo ha considerato Terriermon nelle menzioni d'onore tra i migliori Digimon in generale. Oskar O.K. Strom di Honey's Anime ha considerato Terriermon come il secondo Digimon più carino. Ethan Supovitz di CBR ha classificato Terriermon come il sesto Digimon partner più forte dell'intero franchise.
In un sondaggio sulla popolarità di Digimon risalente al 2020, Terriermon è stato votato come l'ottavo Digimon più popolare.